# إيرين سكوتين
إيرين سكوتين (مواليد 21 يونيو 1992) هي لاعبة تزلج سريع هولندي، فاز بالميدالية الذهبية في الألعاب الشتوية 2022.

## وصلات خارجية
- إيرين سكوتين على موقع SpeedSkatingBase.eu (الإنجليزية)
- إيرين سكوتين على موقع SpeedSkatingNews.info (الإنجليزية)
- إيرين سكوتين على موقع SpeedSkatingStats.com (الإنجليزية)
- إيرين سكوتين على موقع Rollerstory.net
- إيرين سكوتين على موقع اللجنة الأولمبية الدولية (الإنجليزية)
- إيرين سكوتين على موقع أوليمبيديا (الإنجليزية)
- إيرين سكوتين على موقع تيم أن.أل (الهولندية)
- إيرين سكوتين على موقع اللجنة الأولمبية الهولندية (الهولندية)